# Ведмедеві
Ведме́деві, або ведме́дьові, або ведме́жі (Ursidae) — родина ссавців із підряду псовидих (Caniformia) і ряду хижих (Carnivora); налічує вісім сучасних видів, поширених у всій північній та частково південній півкулі Землі. Тіло масивне й кремезне (довжина 1–2.8 м, маса 27–800 кг); голова велика; кінцівки п'ятипалі, стопохідні, з невтяжними кігтями; волосяний покрив грубий і з розвиненим підшерстям, білого, бурого або чорного кольору. За характером живлення — рослиноїдні (велика панда), м'ясоїдні (ведмідь білий), мірмекофаги (ведмідь-губач) або всеїдні (решта). Тривалість життя в природі — 25 років, у неволі — 50 років і більше.

## Зовнішній вигляд

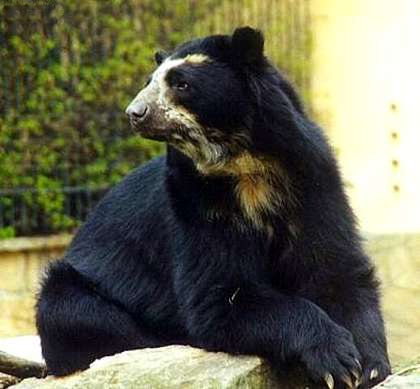
Очковий ведмідь

Порівняно з іншими родинами ряду, ведмеді відрізняються найменшою різноманітністю зовнішнього вигляду, розмірів та особливостей внутрішньої будови організму. До цієї родини належать найбільші з сучасних представників ряду Хижі, та одночасно найбільші наземні хижаки: білий ведмідь досягає ваги понад тонну при довжині близько трьох метрів; найдрібніший вид родини, малайський ведмідь, при довжині тіла 1—1,5 метри важить до 70 кілограмів. Самиці у всіх видів менші від самців; у білих ведмедів різниця у вазі та розмірах самців та самиць досягає 1,5—2 рази.
У всіх ведмедів коренасте, міцне тіло, часто з високою холкою. Лапи сильні, п'ятипалі, з великими невтяжними кігтями. Кігті керуються міцними м'язами, що дозволяє ведмедям вилазити на дерева, а також рити землю та розривати здобич. Хода ведмедів шаркаюча, стопоходяча. За характерну постановку задніх лап пальцями під кутом всередину ведмедя називають «косолапим». У великої панди на передніх лапах є додатковий, «шостий» палець. Це виріст сезамовидної кістки зап'ястя, вкритий шкірою. Хвіст дуже короткий, майже не помітний у шерсті. Голова велика, очі маленькі, шия товста, порівняно коротка. Шерсть із добре розвиненим підшерстям, достатньо груба. Волосяний покрив на всьому тілу високий, часто кошлатий; у малайського ведмедя — низький та рідкий. Забарвлення загалом однотонне, від вугільно-чорного до білого; у великої панди контрастне, чорно-біле. На грудях та навколо очей трапляються світлі відмітини. У деяких видів наявна індивідуальна та географічна мінливість забарвлення. Забарвлення за порами року не змінюється; сезонний диморфізм виявляється у зміні висоти та густоти хутра.
Череп у всіх ведмедів великий, зазвичай з видовженим лицевим відділом та розвиненими гребенями. Вилицеві дуги слабко розставлені (у малайського ведмедя — сильно), щелепи міцні. Різці та ікла великі, але інші зуби у зв'язку зі змішаним типом харчування відносно невеликі та слабко спеціалізовані (у деяких видів — частково редуковані). Кількість зубів варіює від 32 до 40—42 у різних видів. Часто спостерігається індивідуальна та вікова мінливість зубної системи. Нюх розвинений дуже добре, слух та зір — гірше. Анальних залоз немає, або вони слабко розвинені. У самиць функціонує одна пара сосків — грудна.

## Розповсюдження
В історичний час ведмеді проживали на всіх континентах за винятком Австралії та Антарктиди; але тепер їх знищено в Африці, де раніше мешкали в Атлаських горах. Раніше ведмеді були досить звичайними в Європі, включаючи Ісландію; Азії, окрім Аравійського півострова, острова Сулавесі та Філіппінських островів; у Північній Америці доходили на південь до центральних районів Мексики; очковий ведмідь, як раніше, так і тепер мешкає на відірваній від основного ареалу родини ділянці в Андах.
За історичних часів ареал родини сильно скоротився під впливом людини (пряме знищення або порушення природного середовища): ведмеді зникли на значних ділянках Європи, Північної Америки, повністю — в Африці.
У межах України родина представлена одним видом — бурий ведмідь.

## Спосіб життя
Представники родини мешкають у досить різноманітних умовах — від степу до високогір'я, від лісів до арктичної криги, у зв'язку з чим можуть досить сильно розрізнятися за способом життя та харчуванням. Більшість ведмедів мешкають у рівнинних або гірських лісах помірних і тропічних широт, рідше — на безлісих високогір'ях (альпійських луках). Для деяких видів характерна прив'язаність до води: як до ручаїв і річок, так і до морського узбережжя. Білий ведмідь населяє Арктику аж до кригових полів Льодовитого океану. Найбільш знаний бурий ведмідь трапляється в степу і навіть у пустелі, у субтропічних лісах, тайзі, тундрі та на морських узбережжях. Усі види родини — наземні тварини, білий ведмідь, фактично, напівводна. Малайський ведмідь відмінно лазить, довго залишаючись на деревах, тож веде напівдеревний спосіб життя.
Ведмеді активні головним чином уночі, рідше вдень або цілодобово; білий ведмідь — переважно денна тварина. Час відпочинку проводять у печерах, ямах біля коренів дерев; малайський ведмідь будує на деревах щось подібне до гнізда. Тримаються ведмеді зазвичай одинаком, за винятком пар у період гону та самиць із молодняком. Також збираються тимчасовими групами на кормових місцях — наприклад, на річках у період нересту лососів.
За характером харчування ведмеді всеїдні, але деякі види віддають перевагу рослинній їжі, а інші — тваринній. Білий ведмідь харчується практично винятково м'ясом ссавців; ведмідь-губач та малайський ведмідь часто розорюють мурашники (це час від часу роблять й інші види) та термітники.
Велика панда спеціалізована на поїданні пагонів бамбука, але споживає і деяку кількість тваринної їжі. У раціоні майже всіх видів рослинна їжа відіграє значну роль; звичайним є також поїдання комах та їхніх личинок, меду, риби, падла. Раціон може сильно змінюватися залежно від пори року та доступності різних видів кормів.
Більшість ведмедів веде осілий спосіб життя; самиці білого ведмедя широко кочують протягом цілого року, самиці з молодими — частину року. Бурий, гімалайський та чорний ведмеді проводять більшу частину зими в лігві (барлозі), у стані сплячки. У цей період вони живуть завдяки накопиченим жировим запасам. У білого ведмедя в зимовий сон впадають тільки вагітні самиці. Всі інші види взимку не сплять.
На перший погляд, ведмеді досить повільні та незграбні, але насправді здатні доволі швидко бігати (до 50 км/год), лазити деревами та крутими схилами, деякі види досить добре плавають. Гострота зору деяких видів подібна до людської. Встановлено, що переважно рослиноїдний чорний ведмідь має кольоровий зір, який дозволяє йому розрізняти за кольором плоди та горіхи. Але з усіх органів відчуття у ведмедів найкраще розвинений нюх.

## Розмноження

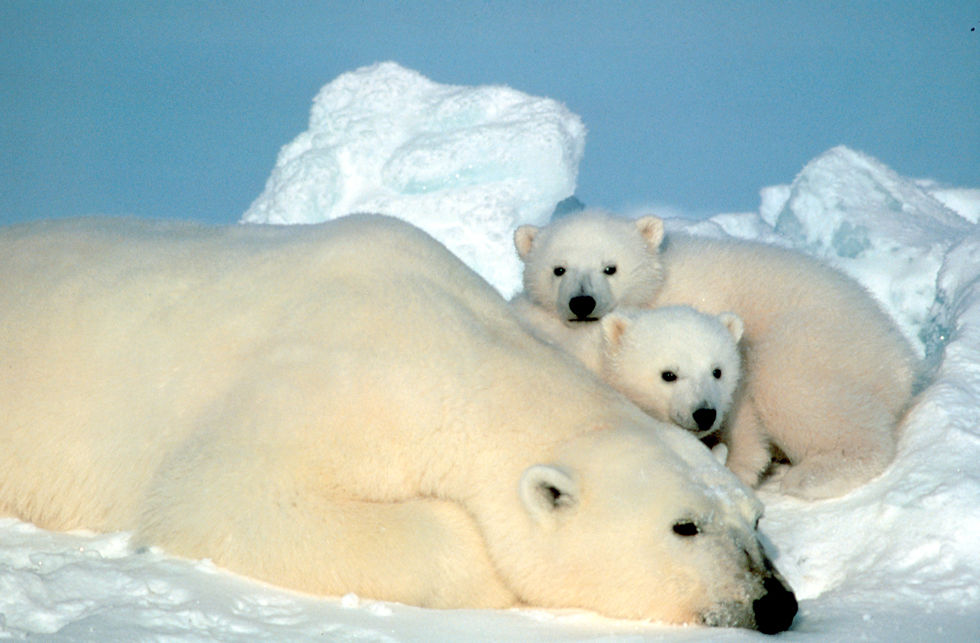
Біла ведмедиця з ведмежатами

Ведмеді розмножуються з 3—4 року життя, але не щороку, а з інтервалом від 1 до 4 років. Період вагітності досить короткий — 60—70 днів, але за рахунок затримання імплантації плідного яйця може розтягуватись до 95—266 днів. Число дитинчат може бути від 1 до 5; вони сліпі та немічні, важать від 90 (велика панда) до 680 грам. У видів, що впадають в сплячку, пологи відбуваються взимку, в барлозі. Ведмеді — моногамні, але пари недовготривалі, і самець про потомство не піклується. Молочне годування продовжується від 3,5 (гімалайський ведмідь) до 9 (велика панда) місяців, але молоді залишаються з матір'ю, щонайменше, протягом 18 місяців. Статевої зрілості досягають у віці 3—6,5 років, але продовжують рости до 5 (самиці) та 10—11 років (самці).
Тривалість життя досить велика, до 25—40 років. Бурий ведмідь може прожити в неволі понад 45 років. У деяких видів, в той же час, висока смертність у дитинстві та молодому віці. Так, у чорного ведмедя (барибала) від 52 до 86 % молодих гинуть до того, як досягнуть статевої зрілості; у білого ведмедя гине 10—30 % дитинчат та 3—16 % статево незрілих особин. Дорослі ведмеді майже не мають природних ворогів. Молодняк ризикує стати жертвою великих хижаків (котових, псових), або інших ведмедів (в останньому випадку не виключений канібалізм).

## Роль в екосистемах
Усі ведмеді, з огляду на особливості їхнього раціону та великий розмір, завдають помітний вплив на флору та фауну територій свого життя. Бурі та білі ведмеді регулюють чисельність ластоногих та копитних тварин. Рослиноїдні види сприяють розповсюдженню насіння рослин. Білих ведмедів часто супроводжують песці, які доїдають залишки їхньої здобичі.
На ведмежих паразитує велика кількість екто- та ендопаразитів: найпростіших (Eimeria, Toxoplasma), трематод (Nannophyetus salminicola, Neoricketsia helminthoeca), цестод (Anacanthotaenia olseni, Mesocestoides krulli, Multiceps serialis, Taenia, Diphyllobothrium), нематод (Baylisascaris transfuga, B. multipapillata, Uncinaria yukonensis, U. rauschi, Crenosoma, Thelazia californiensis, Dirofilaria ursi, Trichinella spiralis, Gongylonema pulchrum), вошей-пухоїдів (Trichodectes pinguis), бліх (Chaetopsylla setosa, C. tuberculaticeps, Pulex irritans, Arctopsylla species), кліщів (Dermacentor та Ixodes). Найбільш розповсюджене зараження трихінелою (Trichinella spiralis), що вражає до 60 % популяції білих та бурих ведмедів.

## Значення для людини

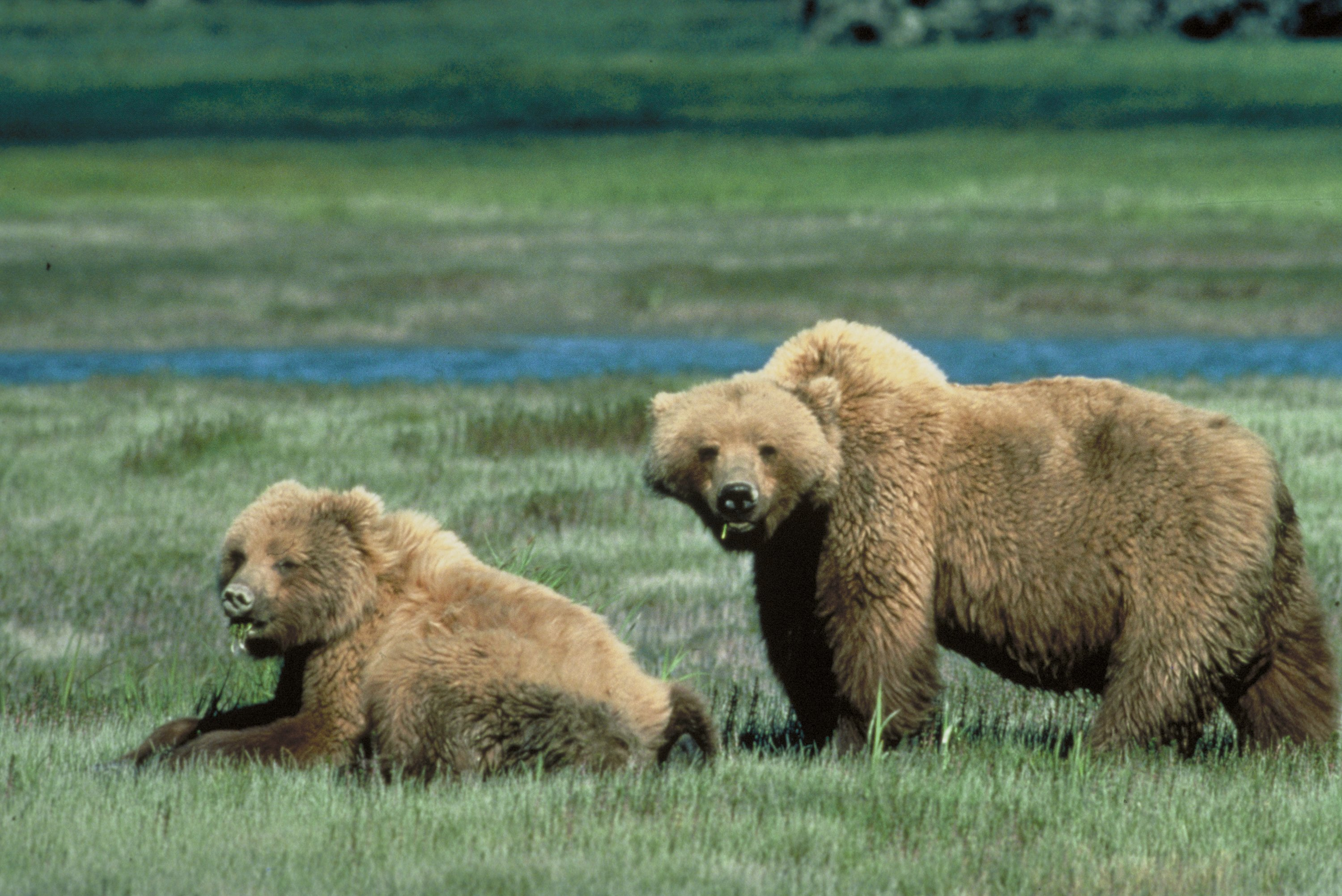
Бурі ведмеді в національному парку Єллоустоун, США

Нині практичне значення ведмедів для людини невелике. Вони служать об'єктом спортивного полювання. М'ясо багатьох видів їстівне, шкура йде на ковдри. Жир та жовч ведмедів використовують у традиційній медицині для лікування захворювань печінки та жовчних шляхів, нирок, сильних опіків. Об'єктом промислу слугує насамперед бурий ведмідь.
У деяких випадках ведмеді можуть шкодити посівам сільськогосподарських культур (вівса, маніоку) та полювати на свійську худобу, а також розорювати пасіки.
Ведмеді — улюблені об'єкти утримання в зоопарках та дресування, у тому числі циркового, але в природі вони можуть нападати на людей; особливо небезпечними в цьому випадку є ведмедиці з малими ведмежатами.
Чисельність та ареали всіх видів ведмедів протягом XX сторіччя значно скоротились, що поставило вимогу введення обмежень на полювання та спеціальних заходів охорони. До Червоного Списку Міжнародного Союзу Охорони Природи занесені: велика панда, гімалайський, очковий, білий ведмеді та ведмідь-губач — як вразливі види.

## Походження та класифікація
Ведмеді належать до підряду Caniformia ряду Хижих, представники якого, за припущеннями палеонтологів, походять від загального собакоподібного попередника. Походження ведмедів простежується до Cephalogale, тварини розміром з єнота, що жила в середині Олігоцену — на початку Міоцену (20—30 мільйонів років тому) у Європі. Від нього пішов рід Ursavus, хижаків розміром із собаку, чиї викопні рештки відомі з середньоміоценових відкладень Євразії. Один з ранніх видів, Ursavus elmensis, приблизно 20 млн років тому дав початок родам Protursus та Pilonarctus, від яких, відповідно, походять справжні ведмеді та представники підродини Tremarctinae. До останньої, окрім сучасного очкового ведмедя, належать вимерлі флоридський печерний ведмідь (Tremarctos floridanus) та північноамериканські короткоморді ведмеді (рід Arctodus). Види Arctodus simus та Arctodus pristinus вважаються найбільшими представниками серед ведмедів, які коли-небудь існували (з-поміж них більшим був Arctodus simus). Найбільша кількість родів та видів ведмедів була в Пліоцені в Євразії та Північній Америці.
Перший справжній ведмідь (сучасного типу), Ursus minimus, з'явився приблизно 5—6 мільйонів років тому; цей ссавець, розміром приблизно з малайського ведмедя, відомий у викопному стані на території Франції (Руссільйон). Приблизно 2,5 мільйонів років тому з'явився більший етруський ведмідь, Ursus etruscus, викопні рештки якого відомі як з Європи, так і з території Китаю.
Із сучасних видів першою виникла велика панда, котра з'явилась в період від 18 до 22 мільйонів років тому. Її попередником був інший вид панди, Ailuropoda microta, який пізніше вимер. Наступним був очковий ведмідь, котрий з'явився від 10 до 15 мільйонів років тому з лінії Ursavus (див. вище).
Решта видів сучасних ведмедів, яких ще називають справжніми ведмедями, виникли як нащадки підродини Protursus приблизно 10 мільйонів років тому. «Кореневим» видом у цій лінії був Ursus etruscus, від якого приблизно 2 мільйони років тому з'явились «чорні ведмеді» — американський чорний ведмідь (барибал) та гімалайський ведмідь. Більші форми Ursus etruscus, що жили 1,5 мільйонів років тому, дали початок сучасному бурому ведмедю, а також вимерлим у плейстоцені ведмедю Савіні Ursus savini (вимер приблизно 1 мільйон років тому), ведмедю Денінгера Ursus deningeri (вимер приблизно 700 тисяч років тому) та печерному ведмедю Ursus spelaeus (вимер приблизно 10 тисяч років тому). Наймолодшим видом є білий ведмідь, який, згідно з останніми генетичними дослідженнями, відокремився від бурого приблизно 200 тисяч років тому. В антропогені вимерла найбільша кількість (6-7) родів ведмедів.

## Таксономічна структура родини

### Підродина †Hemicyoninae
- рід †Adelpharctos
- рід †Cyonarctos
- рід †Phoberogale
- рід †Filholictis
- рід †Cephalogale
- рід †Plithocyon
- рід †Phoberocyon
- рід †Zaragocyon
- рід †Dinocyon
- рід †Hemicyon

### Підродина †Ursavinae
- рід †Ursavus

### Підродина †Agriotheriinae
- рід †Agriotherium

### Підродина Ailuropodinae
(тільки один сучасний вид)
- рід Ailuropoda
  - Велика панда, Ailuropoda melanoleuca
  - †Ailuropoda microta
  - †Ailuropoda wulingshanensis
  - †Ailuropoda baconi
- рід †Ailurarctos
  - †Ailurarctos yuanmouensis
  - †Ailurarctos lufengensis
- рід †Agriarctos
  - †Agriarctos depereti
  - †Agriarctos vighi
  - †Agriarctos gaali
- рід †Kretzoiarctos
  - †Kretzoiarctos beatrix
- рід †Indarctos
  - †Indarctos punjabensis
  - †Indarctos zdanskyi
  - †Indarctos sinensis
  - †Indarctos vireti
  - †Indarctos arctoides
  - †Indarctos anthracitis
  - †Indarctos salmontanus
  - †Indarctos atticus
  - †Indarctos bakalovi
  - †Indarctos lagrelli
  - †Indarctos oregonensis
  - †Indarctos nevadensis
- рід †Miomaci
  - †Miomaci pannonicum

### Підродина Tremarctinae
(тільки один сучасний вид)
- рід Plionarctos †
- рід Tremarctos †
  - Очковий ведмідь, Tremarctos ornatus
  - Tremarctos floridanus †
- рід Arctodus †
  - Arctodus simus †
  - Короткомордий ведмідь, Arctodus pristinus †
- рід Arctotherium †
  - Бразильській ведмідь, Arctotherium brasilense †
  - Arctotherium latidens †

### Підродина Ursinae
(6 сучасних видів)
- рід ведмідь (Ursus)
  - ведмідь бурий, Ursus arctos
    - атласький ведмідь (Ursus arctos crowtheri) †

  - ведмідь барибал, Ursus americanus
  - ведмідь білий, Ursus maritimus
  - ведмідь гімалайський, Ursus thibetanus
  - Ursus minimus †
  - Ведмідь етруський, Ursus etruscus †
  - Ведмідь печерний, Ursus spelaeus †
- рід губач (Melursus)
  - Ведмідь-губач, Melursus ursinus
- рід малайський ведмідь (Helarctos)
  - Малайський ведмідь, Helarctos malayanus

Ведмеді підродини Ursinae можуть схрещуватись між собою і давати плодючі міжвидові гібриди.

## Не ведмедеві, яких іноді називали «ведмедями»
- Коала — виглядом трохи (дуже здаля) нагадує ведмедя, через що отримала назву «сумчастий ведмідь» (зокрема латинізована назва роду Phascolarctos — від phaskolos «кишеня» і arktos «ведмідь» — і застаріла англійська назва koala bear «коала-ведмідь»); насправді належить до інфракласу сумастих, в той час як всі ведмедеві — до інфракласу плацентарних.
- Мала панда — як щодо малих, так і щодо великих панд довгий час точилися суперечки, чи вони є представниками родини ведмедевих, чи вони з родини ракунових; урешті-решт встановили, що велика панда має бути віднесена до ведмедевих (див. вище), а малу панду віднесли до окремої родини пандових, що разом з родиною ракунових (Procyonidae) та іншими родинами входить до надродини мустелуватих (Musteloidea).